# Finkenburg (Weiskirchen)
Die Finkenburg ist eine abgegangene Motte (Turmhügelburg) in der Gemeinde Weiskirchen (An der Finkenburg) im Landkreis Merzig-Wadern im Saarland.
Der Burgstall der ehemaligen Turmhügelburg, über deren Gründung und ihrer Geschichte nichts bekannt ist, zeigt nur noch Geländespuren.